# Euphorbia galgalana
Euphorbia galgalana es una especie fanerógama perteneciente a la familia de las euforbiáceas. Es endémica de Somalia.

## Descripción
Es una planta suculenta perennifolia, muy ramificada desde la base, formando grupos extensos de 15-60 cm de alto y 1 m de diámetro, las ramas extendidas, cilíndricas, 4-5 anguladas, de 1-1,5 cm de espesor; los ángulos muy superficialmente dentados, con dientes 8-10 mm de separación; espinosa; cápsula y semillas desconocidas.

## Ecología
Se encuentra en las laderas rocosas de piedra caliza, con matorral xerófilo  y suculento a una altitud de 1000-1340 metros.
Es una especie rara en el cultivo.
Está estrechamente relacionada con Euphorbia geldorensis y Euphorbia nigrispina.

## Taxonomía
Euphorbia galgalana fue descrita por Susan Carter Holmes y publicado en Nordic Journal of Botany 12(4): 407. 1992.
Etimología
Euphorbia: nombre genérico que deriva del médico griego del rey Juba II de Mauritania (52 a 50 a. C. - 23), Euphorbus, en su honor – o en alusión a su gran vientre –  ya que usaba médicamente Euphorbia resinifera. En 1753 Carlos Linneo asignó el nombre a todo el género.
galgalana: epíteto